# Młynki (powiat wejherowski)
Młynki (kasz. Młënki, niem. Mehlken) – osada w Polsce położona w województwie pomorskim, w powiecie wejherowskim, w gminie Wejherowo. Leży na obszarze Trójmiejskiego Parku Krajobrazowego nad rzeką Cedron. Osada wchodzi w skład sołectwa Gniewowo. 
W latach 1975–1998 miejscowość administracyjnie należała do województwa gdańskiego.